# Tyjuan Hagler
Tyjuan Cedric Hagler (3 de dezembro de 1981, Kankakee, Illinois) é um ex jogador de futebol americano que atuava na posição de linebacker na National Football League. Hagler estudou na Bishop McNamara High School em sua cidade natal onde atuou como RB e como LB. Ele depois jogou jogou futebol americano universitário pela University of Cincinnati onde foi selecionado Third-team All-Conference USA.

## NFL
Tyjuan Hagler foi selecionado pelo Indianapolis Colts na quinta rodada do draft de 2005 da NFL como pick n° 173. Jogando no special teams, Hagler não se destacou porém mostrou potencial em 2007 quando fez 54 tackles em 12 jogos que atuou. 
Em sua carreira como profissional Hagler fez 173 tackles, 2 sacks e forçou dois fumbles. Hagler ainda participou do time que levou o título do Super Bowl XLI para Indianapolis. Em 2010 foi dispensado pelos Colts e assinou com o Seattle Seahawks mas depois retornou a Indianapolis no mesmo ano. Os Colts o dispensaram novamente em 2011.